# Campionati mondiali di sci nordico 2017 - Staffetta maschile
La gara di staffetta maschile ai Campionati mondiali di sci nordico 2017 si è svolta il 3 marzo 2017. Il percorso consisteva in 4 frazioni da 10 km ognuna divisi in due sessioni da 20 km ognuna: la prima doveva essere svolta in tecnica classica, la seconda in tecnica libera.

## Risultati
La finale si è svolta il 3 marzo 2017 ed è iniziata alle ore 15:00.
| Posizione | Pettorale | Nazione     | Atleti                                                                          | Tempo                                     | Differenza |
| --------- | --------- | ----------- | ------------------------------------------------------------------------------- | ----------------------------------------- | ---------- |
| 1         | 1         | Norvegia    | Didrik Tønseth Niklas Dyrhaug Martin Johnsrud Sundby Finn Hågen Krogh           | 1:37:20,1 21:43,2 21:35,7 26:32,5 27:28,7 |            |
| 2         | 4         | Russia      | Andrej Lar'kov Alexander Bessmertnykh Alexey Chervotkin Sergey Ustiugov         | 1:37:24,7 21:40,3 21:38,1 26:50,7 27:15,6 | +4,6       |
| 3         | 2         | Svezia      | Daniel Richardsson Johan Olsson Marcus Hellner Calle Halfvarsson                | 1:39:51,9 22:17,6 22:37,7 26:28,8 28:27,8 | +2:31,8    |
| 4         | 5         | Svizzera    | Jason Rüesch Jonas Baumann Dario Cologna Curdin Perl                            | 1:39:52,1 22:11,6 22:11,1 27:02,0 28:27,4 | +2:32,0    |
| 5         | 8         | Finlandia   | Sami Jauhojärvi Iivo Niskanen Lari Lehtonen Matti Heikkinen                     | 1:40:02,5 22:09,6 21:39,0 27:49,6 28:24,3 | +2:42,4    |
| 6         | 7         | Germania    | Thomas Bing Jonas Dobler Florian Notz Lucas Bögl                                | 1:40:02,9 22:06,2 22:34,7 26:42,7 28:39,3 | +2:42,9    |
| 7         | 3         | Francia     | Jean Marc Gaillard Maurice Manificat Robin Duvillard Clément Parisse            | 1:41:12,1 22:10,9 21:53,8 28:27,0 28:40,4 | +3:52,0    |
| 8         | 6         | Italia      | Francesco de Fabiani Dietmar Nöckler Giandomenico Salvadori Federico Pellegrino | 1:42:49,9 22:45,4 22:29,7 28:45,4 28:49,4 | +5:29,8    |
| 9         | 12        | Kazakistan  | Aleksej Poltoranin Denis Volotka Olžas Klimin Evgenij Veličko                   | 1:42:50,7 22:00,3 23:16,9 28:42,5 28:51,0 | +5:30,6    |
| 10        | 11        | Stati Uniti | Kyle Bratrud Erik Bjornsen Tad Elliott Simeon Hamilton                          | 1:42:51,4 23:08,5 22:51,5 28:16,4 28:35,0 | +5:31,3    |
| 11        | 9         | Rep. Ceca   | Martin Jakš Lukáš Bauer Michal Novák Petr Knop                                  | 1:42:51,9 22:33,3 22:38,8 28:46,9 28:52,9 | +5:31,8    |
| 12        | 10        | Canada      | Graeme Killick Devon Kershaw Alex Harvey Len Väljas                             | LAP 23:45,8 23:45,5 27:15,0 LAP           |            |
| 13        | 14        | Estonia     | Raido Ränkel Algo Kärp Karel Tammjärv Aivar Rehemaa                             | LAP 23:49,8 22:56,2 29:06,4 LAP           |            |
| 14        | 16        | Romania     | Paul Constantin Pepene Raul Mihai Popa Petrică Hogiu Alin Florin Cioanca        | LAP 23:34,8 24:43,6 LAP                   |            |
| 15        | 13        | Polonia     | Dominik Bury Jan Antolec Maciej Staręga Paweł Klisz                             | LAP 23:35,3 24:26,3 LAP                   |            |
| 16        | 15        | Ucraina     | Oleksij Krasovs'kyj Andrii Orlyk Ruslan Perekhoda Oleg Yoltukhovskyy            | LAP 24:14,4 25:47,0 LAP                   |            |